# Recurvidris recurvispinosa
Recurvidris recurvispinosa är en myrart som först beskrevs av Auguste-Henri Forel 1890.  Recurvidris recurvispinosa ingår i släktet Recurvidris och familjen myror. Inga underarter finns listade i Catalogue of Life.

## Bildgalleri

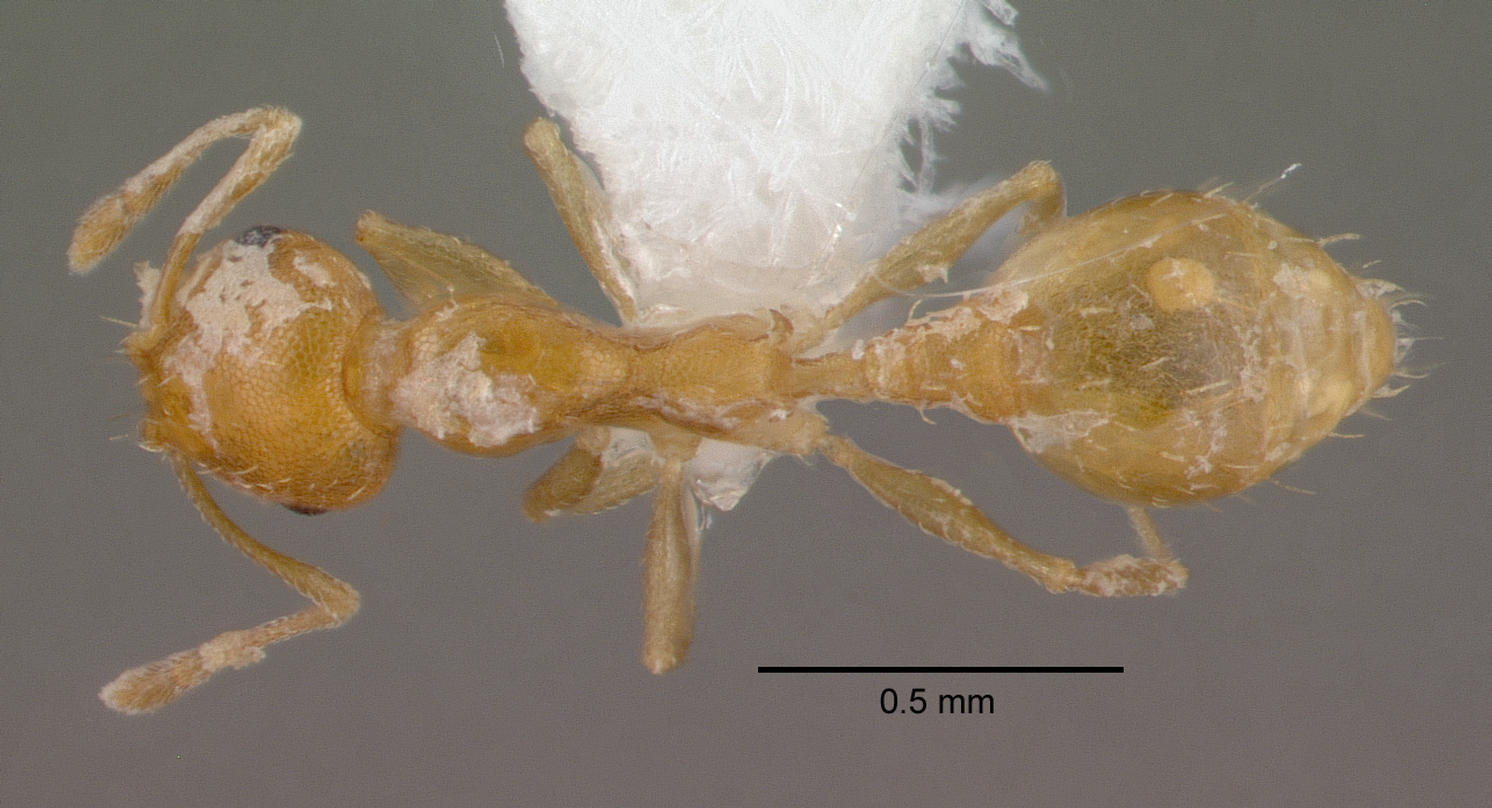
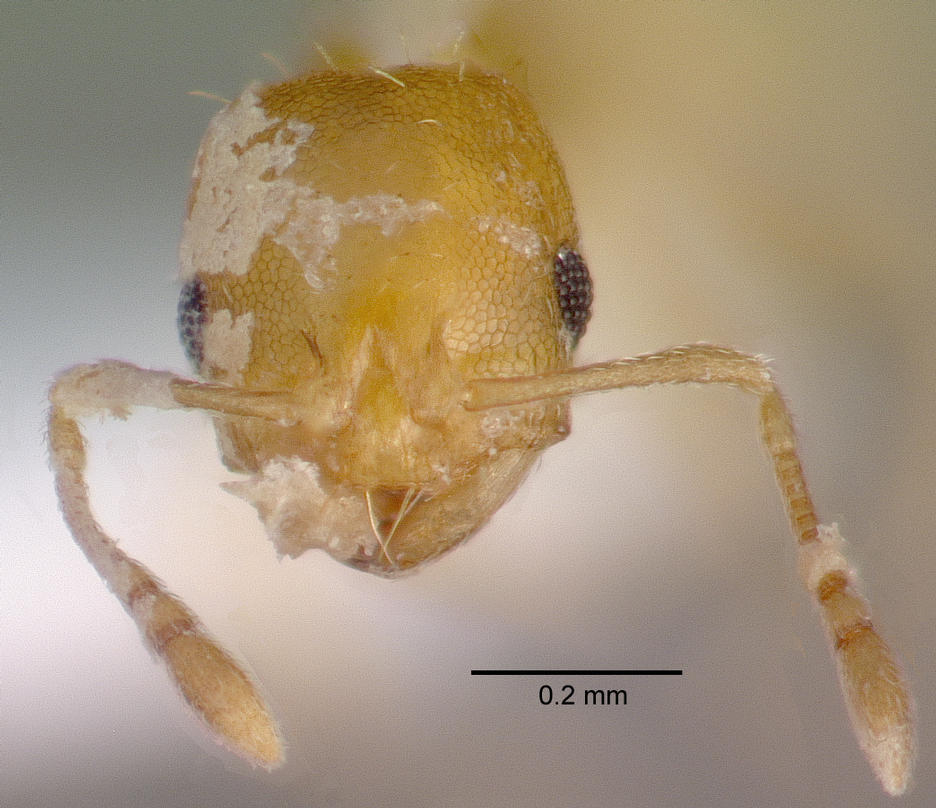
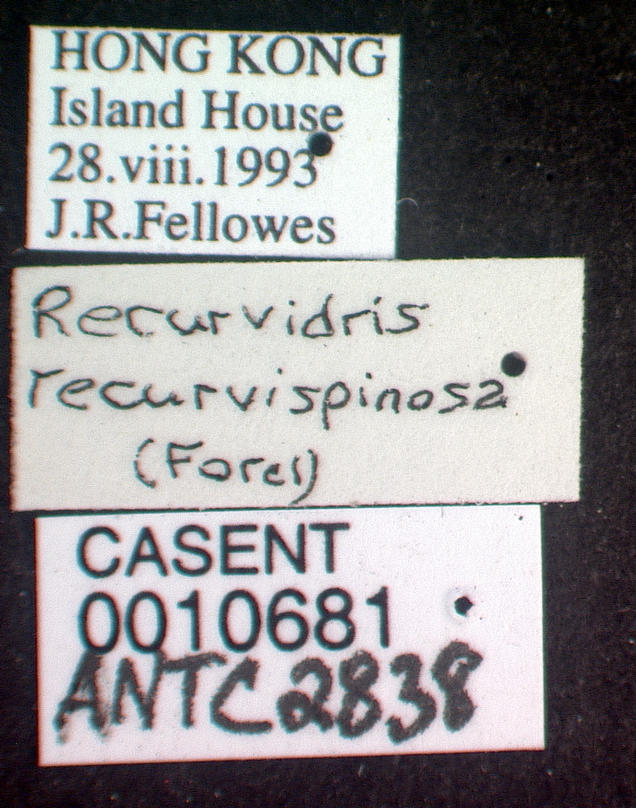
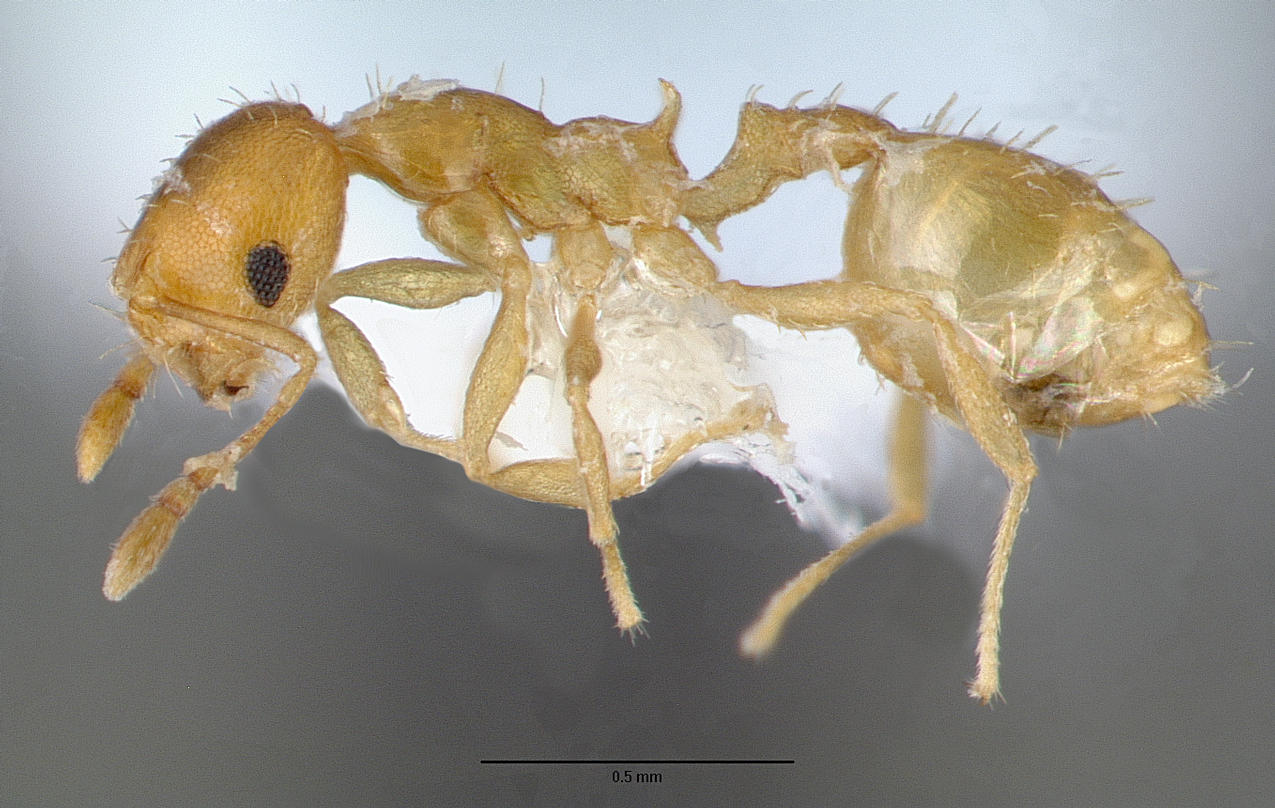